# Dora Tomasone Marinari

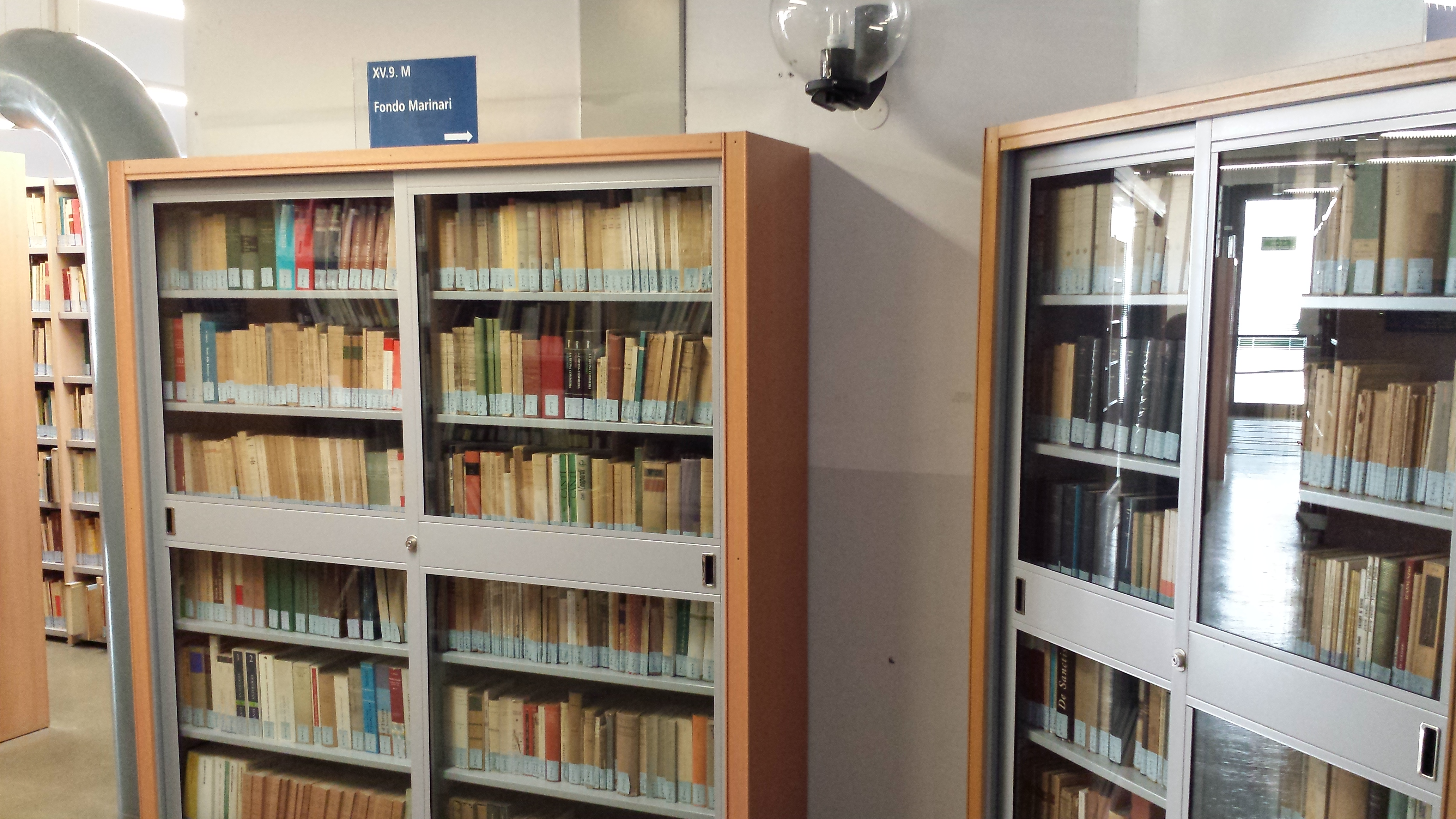
Immagine del Fondo Marinari, conservato presso la Biblioteca E.R. Caianiello dell'Università di Salerno

Dora Tomasone Marinari (Avellino, 3 marzo 1931 – Roma, 23 giugno 2013) è stata una traduttrice e critica letteraria italiana.

## Biografia
Nacque da Anita Tecce e Ugo Tomasone, sposi nel 1930; prima di quattro fratelli, Luigi, Rosetta e Maria Pia, dopo la formazione umanistica, divenne docente di lettere classiche. Successivamente si cimentò nel ruolo di preside in vari Licei, fra cui il Liceo ginnasio Torquato Tasso e il Liceo classico Ennio Quirino Visconti di Roma. Partecipò attivamente alla ricerca e alla sperimentazione didattica in ambito linguistico e letterario, collaborando con i gruppi CIDI (Centro di iniziativa democratica degli insegnanti) di Roma. 
Nel 1956 sposò Attilio Marinari, e l’anno successivo nacque il figlio Enzo. Ha pubblicato diversi studi di didattica e di italianistica, in particolare su Pascoli, Gozzano e sulla poesia del Novecento. 
Ha dedicato anni di intenso lavoro a Omero e alla letteratura greca, realizzando una nuova scorrevole traduzione dell’Iliade e dell’Odissea, che le ha valso la vittoria per la sezione traduzioni della VII edizione Premio per la Cultura Mediterranea Fondazione Carical. 
Attilio e Dora Marinari allestirono negli anni una biblioteca privata di rilievo, donata successivamente dal figlio Enzo, ordinario di Fisica all'Università La Sapienza di Roma, al Centro Bibliotecario di Ateneo dell'Università degli studi di Salerno. Essa è costituita da circa cinquemila unità bibliografiche, attualmente conservate nella Biblioteca centrale Eduardo Renato Caianiello: il settore italianistico, ricco di saggistica novecentesca, è accostato a opere di carattere storico, filosofico e artistico. 
Morì a Roma il 23 giugno 2013: le esequie si tennero due giorni dopo, presso il Tempietto Egizio nel Verano.

## Opere
- Cultura e letteratura nella secondaria superiore, Alberto Asor Rosa, Mirella Marchi, Dora Marinari, Ermanno Testa, Lina Ricciu (eds.), Milano, F. Angeli, 1980, ISBN 978-88-204-1790-1.
- Attilio Marinari, Massimiliano Mancini e Dora Marinari, Leggere nel tempo: antologia italiana per il biennio, Roma ; Bari, Laterza, 1981, ISBN 978-88-421-0078-2.
- Attilio Marinari, Massimiliano Mancini e Dora Marinari, Leggere nel tempo ; antologia italiana per il biennio, Bari, Laterza, 1981.
- Insegnare il '900: cultura e letteratura nella secondaria superiore, Massimiliano Mancini, Mirella Marchi, Dora Marinari, Franca Angelini (eds.), Milano, Angeli, 1983.
- Il filo del discorso: proposte per l'educazione linguistica dalle elementari al triennio delle superiori: convegno regionale CIDI-LEND: Treviso, 25-26-27 novembre 1982, Maria Luisa Altieri Biagi, Maurizio Della Casa, Raffaele Simone, Mirella Marchi, Dora Marinari, Stefano Gensini, Maria Rosa Del Buono, Sirio Di Giuliomaria, Silvana Ranzoli,, Scandicci, La nuova Italia, 1984, ISBN 978-88-221-0103-7.
- Poesia italiana del '900: una proposta didattica per la lettura del testo poetico, Massimiliano Mancini, Mirella Marchi, Dora Marinari (eds.), Milano, F. Angeli, 1984.
- Gozzano e i poeti crepuscolari, Dora Marinari, Roma, Bonacci, 1985, ISBN 978-88-7573-003-1.
- Per leggere Gozzano e i poeti crepuscolari, Roma, Bonacci, 1985, ISBN 978-88-7573-003-1.
- Cultura e letteratura nella secondaria superiore, Alberto Asor Rosa, Mirella Marchi, Dora Marinari, Ermanno Testa, Lina Ricciu (eds.), 3. ed, Milano, F. Angeli, 1986, ISBN 978-88-204-1790-1.
- Poesia oggi, Alberto Asor Rosa, Massimiliano Mancini, Mirella Marchi, Dora Marinari (eds.), Milano, F. Angeli, 1986.
- Francesco De Sanctis, Dora Marinari e Virginia Zamparelli, Napoli, un golfo per l'Europa, Napoli, A. Guida, 2002, ISBN 978-88-7188-539-1.
- Giovanni Pascoli e Dora Marinari, Versilia, nido e mito, Napoli, Guida, 2005, ISBN 978-88-7188-874-3.
- Jean-Pierre Luminet e Dora Marinari, Il bastone di Euclide: il romanzo della Biblioteca di Alessandria, Roma, La lepre, 2013, ISBN 978-88-96052-87-7.

### Traduzioni
- Omero, Iliade, commento di Giulia Capo, Prefazione di Eva Cantarella, Roma, La Lepre, 2010, ISBN 978-88-96052-30-3.
- Omero, Odissea, commento di Giulia Capo, Prefazione di Piero Boitani, Roma, La Lepre, 2012, ISBN 978-88-96052-73-0.